# Iwasa Matabei
Iwasa Matabei est un nom japonais traditionnel ; le nom de famille (ou le nom d'école), Isawa, précède donc le prénom (ou le nom d'artiste) Matabei.
Iwasa Matabei (岩佐 又兵衛), de son vrai nom Iwasa Matabei-Nojō Shōi (Iwase Matabei Katsumochi) — noms de pinceau : Dōun, Unnō, Hekishō-Kyū et Shō —, né en 1578 dans la province de Fukui et mort le 20 juillet 1650 à Edo, est un peintre japonais des XVIe – XVIIe siècles.

## Biographie
Iwasa Matabei (connu aussi sous le nom de « Shōi » ou « Katsumochi ») est souvent vu comme le père de l'ukiyo-e et l'une des plus anciennes œuvres de ce mouvement, le Paravent de Hikone (collection particulière), dont les costumes somptueux, les lignes sensuelles, le calme, la gaieté et le charme  qui en émanent sont effectivement caractéristiques du style ukiyo-e, lui est longtemps attribuée. Cette paternité est maintenant remise en cause de façon absolue. 
Matabei est le fils d'un militaire, Araki Murashige, qui, au service de Oda Nobunaga, finit par se suicider. C'est la raison pour laquelle il est élevé sous le nom de sa mère, Iwasa. Il reçoit sa formation picturale dans l'atelier de Kano Shigesato, mais semble encore plus influencé par l'École Tosa. Ainsi, parmi ses œuvres les plus célèbres, les Portraits des Poètes Tsurayuki et Hitomaro sont exécutés d'une brosse large et libre, dans la tradition Kanō, tandis que le Portrait de Daruma, témoin de la puissance de son encre dans une étroite gamme de tons, ne relève ni totalement du style Kanō ni complètement du pinceau Tosa, mais d'une synthèse des deux, propre à Matabei. Il n'en reste pas moins que la plus grande partie de sa production est clairement de manière Tosa, bien que très personnelle et délicate ; il reprend les anciens thèmes tirés du Genji monogatari (Le Dit du Genji) et des Contes d'Ise qu'il mêle souvent à des légendes chinoises.

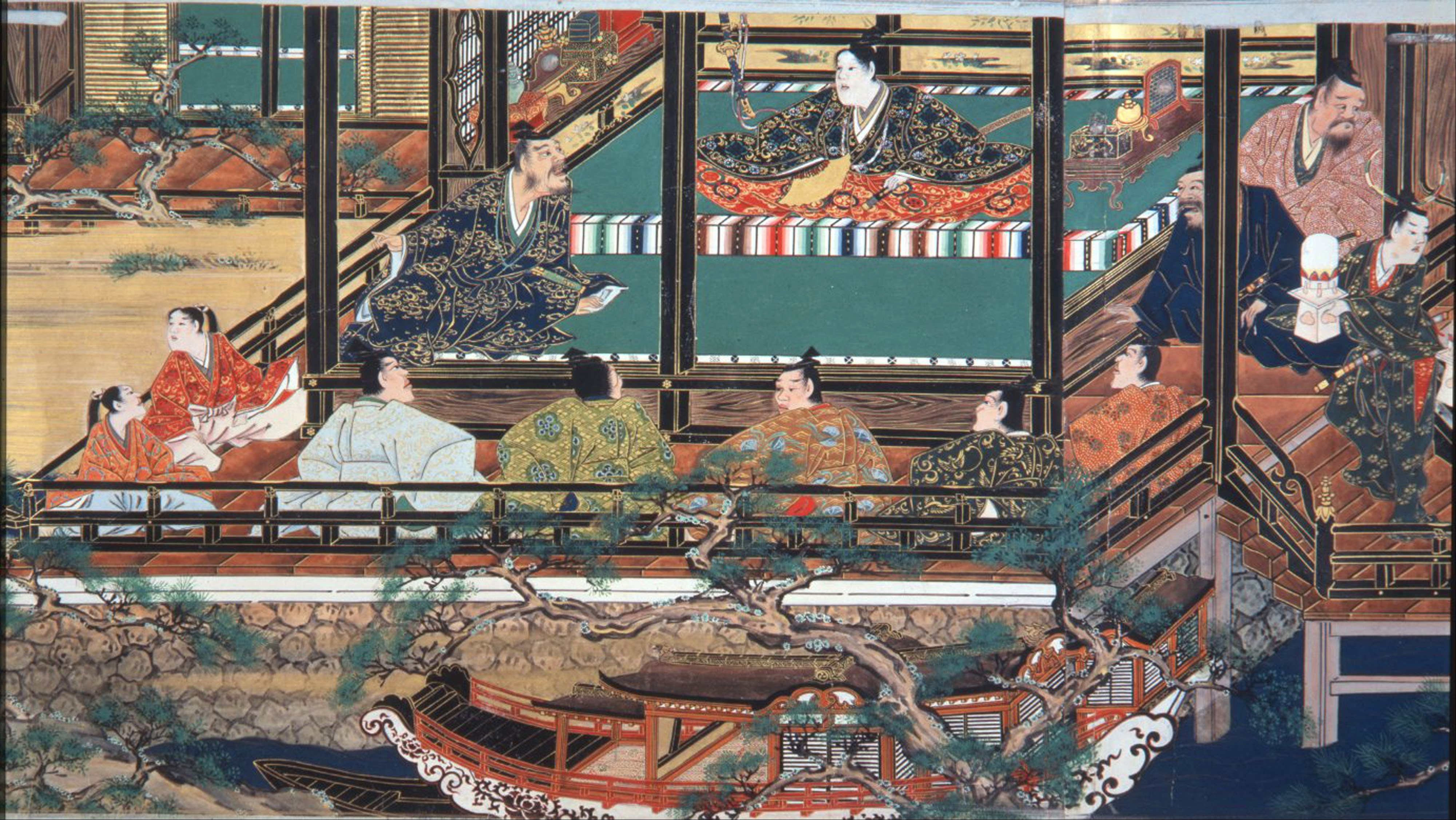
Histoire de Yamanaka Tokiwa. Rouleau portatif en 12 volumes : volume 11. Attribué à Iwasa Matabei. Couleurs sur papier. H. 34 cm ; L. 15 m. Musée d'art MOA.

## Parcours artistique
Déjà avancé dans l'existence, il s'installe à Echizen, dans la province de Fukui et y travaille pour le compte du seigneur Matsudaira ; c'est par l'intermédiaire de ce dernier que le renom de Matabei parvient jusqu'au Shogun Tokugawa Iemitsu (1604-1651) qui, en 1640, lui commande la série des Trente-six Poètes, pour le sanctuaire de Tōshō-gū à Kawagoe. Sa dette à l'égard de la tradition Tosa s'affirme ouvertement dans ces peintures, d'autant que la signature de l'artiste est précédée des mots suivants: Eshi Tosa Mitsunobu matsuryũ, c'est-à-dire: par le peintre Matabei, dernier courant issu de Tosa Mitsunobu. Il est difficile d'expliquer pourquoi Matabei en est venu à être considéré comme le père de ukiyo-e.

## Confusion patronymique
On sait que le nom d'un artiste prénommé « tsuno Matabei » apparaît dans l'une des pièces du célèbre dramaturge Chikamatsu et il semble que le style original de Iwasa Matabei soit oublié, alors que naissent autour de l'autre Matabei, prétendu peintre populaire, maintes légendes qui contribuent vraisemblablement à faire surgir la confusion entre les deux noms. Compte tenu de la position sociale des mécènes d'Iwasa Matabei, il est à peine vraisemblable que ce peintre de l'orbite Tosa puisse être à la source de l'ukiyo-e.
|  |  |